# Rieste
Rieste település Németországban, azon belül Alsó-Szászország tartományban. Lakosainak száma 3701 fő (2023. december 31.). Rieste Neuenkirchen-Vörden, Gehrde, Alfhausen és Bramsche községekkel határos.

## Népesség
A település népességének változása:
| Lakosok száma | 3483 | 3481 | 3519 | 3620 | 3717 | 3701 |
|               | 2016 | 2017 | 2019 | 2021 | 2022 | 2023 |